# Tomo
Tomo je moško osebno ime

## Izvor imena
Ime Tomo je izpeljanka iz imena Tomislav.

## Pogostost imena
Po podatkih Statističnega urada Republike Slovenije je bilo na dan 31. decembra 2007 v Sloveniji 541 oseb z imenom Tomo.

## Osebni praznik
Osebe z imenom Tomo godujejo skupaj s Tomaži, to je 28. januarja, 3. julija ali pa 29. decembra.